# Rakovec (Ljubešćica)
Rakovec je naselje u Republici Hrvatskoj, u sastavu Općine Ljubešćica, Varaždinska županija. U povijesti je naselje imalo naziv Chwnowcz, Czunovcz, Czunovecz. To ime se spominjalo u raznim spisima o plemićkim posjedima u razgraničavanju između današnjeg Rakovca i Kapele Kalničke i Rakovca i Čurilovca sve do početka XIX. stoljeća. Znano je i kao plemičko mjesto.

## Povijest
Rakovec ili Ćunovec je do sredine XIX. stoljeća bio u sastavu Križevačke županije, da bi poslije reorganizacije županija, poslije 1869., došao u sastav Varaždinske županije.
Kada je Rakovec dobio današnje ime nije poznato. Dvojno spominjanje naziva mjesta je u dokumentu od 4. travnja 1761. gdje podsudac Križevačke županije Stjepan Faltak, uz odobrenje velikog suca križevačke županije Petra Kortića, na zahtjev plemenitog Adama Konterca izdaje svjedodžbu za stanovit "Kerch na Kamenczu zvanoga, vu dersanyu Rakovecz iliti Czunyovecz y varmegyie Krisevechke zadersan zvrednemi y plemenitemi lyudmi...".
Još ranije 14. siječnja 1734. se spominju neki od toponima na području Czunovcza koji nedvojbeno upućuju na današnji Rakovec kod Ljubešćice. Ti toponimi su potok Szuha Lyubesicza, potok Hrasztova Znos, planinski predio Duga greda, planina Szvesnyak i planina Drenovecz.
Najstariji spomen naselja je 1. kolovza 1519., kada su plemići Križevačke županije i Zagrebačke županije svjedočili u sporu između plemića turopoljskih i Jurja Branderburga. Tada su svjedočili i plemići iz Rakovca ili kako se onda naselje zvalo Chwnowcz. To su bili plemići: Drwgecz, Mwdrych, Kwchek, Hersych, Ztankowych, Doklechych, Chekel, Planysky, Sagwd, Peschenyak, Kowachych, Kwpecz Lowrenchych. Redom: Drugec, Modrić, Kuček odnosno Koček, Horžić, Stanković, Doklečić, Planiški, Šagud, Pešćenjak, Kovačić, Kupec, Lovrenčić,

## Stanovništvo
Prema popisu stanovništva iz 2001. godine, naselje je imalo 125 stanovnika te 41 obiteljskih kućanstava.
| broj stanovnika | 127   | 135   | 141   | 140   | 145   | 156   | 157   | 155   | 171   | 173   | 152   | 154   | 137   | 141   | 125   | 122   | 87    |
|                 | 1857. | 1869. | 1880. | 1890. | 1900. | 1910. | 1921. | 1931. | 1948. | 1953. | 1961. | 1971. | 1981. | 1991. | 2001. | 2011. | 2021. |